# Падалка Никифор Іванович
Никифор Іванович Падалка  (8 лютого 1914 — 11 березня 1978) — український літературознавець, вчений-педагог.

## Життєпис
Народився 8 лютого 1914 року в селі Григорівці Обухівського району Київської області в сім'ї робітника. Навчався в сільській школі, а потім у ФЗУ. Свою трудову діяльність почав слюсарем на заводі. Після закінчення в 1936 році філологічного факультету Київського державного університету імені Т. Г. Шевченка навчався в аспірантурі. Тривалий час працював у Києві викладачем університету та педагогічного інституту. З 1952 року і до останніх днів свого життя Никифор Іванович Падалка був старшим науковим співробітником сектора методики літератури Науково-дослідного інституту педагогіки УРСР, віддаючи всі сили, знання й уміння справі розвитку української методики літератури.

Могила Никифора Падалки, Байкове кладовище

Наукові праці й посібники Н. І. Падалки здобули визнання широкої педагогічної громадськості. Його дослідження охоплювали широке коло проблем історії української літератури та її методики, творчості Тараса Шевченка, Івана Франка, Панаса Мирного. Івана Карпенка-Карого та ін. Створений ним ще 1938 року підручник з української літератури для 6-го класу середньої школи видавався аж до 1993-го. За ним вчилися і виховувалися багато поколінь української молоді. Творча праця відомого українського вченого-педагога відзначена нагородами, він удостоєний медалі А. С. Макаренка.
Никифор Іванович з любов'ю виховував молоду зміну науковців, керував роботою багатьох аспірантів. Його вихованці та послідовники успішно працюють в навчальних та наукових установах України. 
Помер на 65-му році життя 11 березня 1978 року. Похований в Києві на Байковому кладовищі (ділянка № 28).